# Чемпіонат світу з футболу серед українських діаспорних команд
Чемпіонат світу з футболу серед українських діаспорних команд — проект, який організувала міжнародна організація українських громад «Четверта хвиля» (Канада).

## 2012
31 травня 2012 — урочисте відкриття Міжнародного турніру у Тернополі на центральному стадіоні. Учасники: команди з Канади, Чехії, Придністров'я та Естонії. Турнір проходив з 31 травня по 3 червня 2012 року під патронатом міського голови Сергія Надала. Організатори: Тернопільська міська рада, Міжнародне Об'єднання Громадських Організацій «Четверта Хвиля», Українська Всесвітня Координаційна Рада. У фіналі змагалися українці Чехії та Придністров'я. З рахунком 0:2 перемогу здобула команда Придністров'я. Бронзові медалі отримали гравці команд Канади та Естонії. Переможці нагороджені головним кубком турніру, перехідним кубком Української Всесвітньої Координаційної Ради та медалями.

## 2013
29 серпня 2013 у Тернополі завершився II-ий чемпіонат світу з футболу серед українських діаспорних команд. Його переможцем стала збірна українців з Придністров'я, яка перемогла збірну Естонії з рахунком 5:2. У турнірі взяли участь збірні з Канади, Естонії, Білорусі, Придністров'я, Іспанії, Польщі та Румунії.

## 2014
В липні 2014 до Тернополя втретє завітав чемпіонат світу збірних команд українських діаспор із футболу. Цього разу його учасниками були спортсмени з Канади, Польщі, Білорусі, Іспанії та Румунії. До фіналу вийшли збірні українців Румунії та Канади. Із мінімальною перевагою (3:2) перемогли перші.

## 2015
4-6 червня 2015 року турнір відбувся вчетверте. Цього разу участь у ньому взяли команди з Румунії, Угорщини, Польщі, Білорусі та Іспанії. Перемогла і стала цьогорічним чемпіоном команда-дебютант футболістів українців з Угорщини. Друге місце за командою «Союзу українців Румунії». Рахунок у фіналі 6:1.

## 2016
З 17 по 21 травня на Тернопільщині пройшов уже п'ятий чемпіонат світу серед команд української діаспори. Цього року учасниками змагань стали 6 аматорських команд: із Іспанії, Румунії, Молдови, Придністров’я та 2 команди із Білорусі. На змагання приїхали українці, які уже довгий час живуть в іноземних державах, але це заважає їм відчувати себе частиною українського народу. Фінальний матч пройшов 21 травня на Тернопільському міському стадіоні. У поєдинку між командами Придністров'я та Білорусі з рахунком 3:0 перемогли перші. Урочисто нагородили чемпіонів та призерів чемпіонату цього ж дня на Співочому полі у Тернополі. Переможці отримали Кубок, а всі команди-учасниці були відзначені грамотами, медалями та подарунками. Як зазначив міський голова Сергій Надал, такий захід сприяє єдності українців, як в межах держави, так і по всьому світу.

## 2017
На Івано-Франківщині з 25 по 28 червня проходив Шостий чемпіонат світу з футболу серед українських діаспорних команд. У цьогорічних змаганнях взяли участь вісім команд: Ізраїль, Молдова, Польща, Іспанія, Білорусь, Румунія, збірна Балтії (Естонія, Латвія, Литва) та збірна Української Європи (Австрія, Німеччина). 
Команди грали на Франківщині –  Богородчанах та Надвірній, а головним арбітром змагань став наш Ігор Бокій. 28 червня на стадіоні «Нафтовик» у Надвірній були розіграні комплекти нагород чемпіонату. У матчі за 3-є місце збірна команда Білорусії здобула перемогу з рахунком 3:2 над збірною командою Українська Європа. 
Переможцями шостого чемпіонату світу з футболу серед українських діаспорних команд вперше стали українці з Іспанії. Збірна команда Іспанії у фінальному протистоянні була на голову сильніша за своїх суперників – збірної команди Румунії, до речі, чемпіонів аналогічних змагань 2014 року. Рахунок гри 3:0 на користь збірної команди Іспанії. 

## 2018
21 серпня 2018 року о 9:30 на міському стадіоні Ірпеня «Чемпіон» відбулася урочиста церемонія відкриття VII Чемпіонату Світу з футболу серед українських діаспорних команд. Учасниками заходу є 12 діаспорних команд, а саме українці з Ізраїлю, Іспанії, США, Польщі, Молдови, Білорусі, Чехії, Естонії, Болгарії, ОАЕ, Австрії. Цікавим є те, що гравці є аматорами, а вікова категорія становить від 16 до 60 років.
VII Чемпіонат Світу з футболу серед українських діаспорних команд завершився перемогою команди з Австрії над командою з Польщі (Вроцлав) 1:0. Клманда з Молдови посіла третє місце. Чемпіонат тривав з 19-25 серпня.

## 2019
Відбувся VIII чемпіонат світу з футболу серед українських діаспорних команд, який проходив на стадіонах Ірпеня, Вишгорода та Лютежа. В Ірпені ігри проходили на стадіонах «Чемпіон» та спортивному комплексі УДФСУ. Проведення змагань організовується за участі Міжнародного об’єднання українських громад «Четверта хвиля», Міністерства молоді та спорту України, Київської обласної державної адміністрації, управління фізичної культури і спорту Київської обласної державної адміністрації, Федерації футболу України та за сприяння Національного олімпійського комітету України і Світового конґресу українців.
За перемогу на VIII чемпіонаті боролися 6 команд, у складі яких грали українці з Греції, Данії, Ізраїлю, Канади, Молдови, США, Польщі, Угорщини, Франції та Швеції. Переможцем чемпіонату світу стала команда українців Ізраїлю, яка в фіналі перемогла команду Данії з рахунком 3:0.

## 2021
В Ірпінь з'їхалися 7 аматорських збірних: із Канади, Ізраїлю, Угорщини, Румунії та три команди з Польщі. Загалом – майже півтори сотні футболістів, віком від 18 до 60 років. За 5 днів вони зіграли 20 матчів.
Перемогла команда українців із Румунії. Друге місце посіла команда з Ізраїлю. Бронзову нагороду отримала команда з Польщі.